# Aspås socken
Aspås socken i Jämtland ingår sedan 1974 i Krokoms kommun och motsvarar från 2016 Aspås distrikt.
Socknens areal är 205,70 kvadratkilometer, varav 198,30 land. År 2000 fanns här 837 invånare. Kyrkbyn Aspås med sockenkyrkan Aspås kyrka ligger i socknen.

## Administrativ historik
Aspås socken har medeltida ursprung.
Vid kommunreformen 1862 överfördes ansvaret för de kyrkliga frågorna till Aspås församling och för de borgerliga frågorna till Aspås landskommun. Landskommunen inkorporerades 1952 i Rödöns landskommun som 1974 uppgick i Krokoms kommun.
1 januari 2016 inrättades distriktet Aspås, med samma omfattning som församlingen hade 1999/2000.
Socknen har tillhört fögderier, tingslag och domsagor enligt vad som beskrivs i artikeln Jämtland. De indelta soldaterna tillhörde Jämtlands fältjägarregemente och Jämtlands hästjägarkår.

## Geografi
Aspås socken ligger norr om Storsjön, kring Indalsälvens biflod Långån. Socknen är en myrrik skogsbyg.
Socknen genomkorsas i nord-sydlig riktning av länsväg 339 (Krokom–Föllinge).

### Geografisk avgränsning
Aspås sockens sydligaste punkt ligger i Indalsälven öster om Krokom och cirka 3 km nedströms Kattstrupeforsen. Här finns, i älven, ett "tresockenmöte" Aspås–Rödön–Lit. I söder avgränsas socknen av Rödöns socken.
Socknens huvuddel ligger norr om Krokom och genomkorsas av länsväg 339. Här ligger Aspås kyrkby med Aspås kyrka. Längre mot öster ligger byn Aspåsnäset.
I sydväst når socknen fram till Näldsjön (302 m ö.h.). Vid sjön ligger byn Böle och i vattnet utanför Böle ligger "tresockenmötet" Aspås–Rödön–Näskott. Socknen gränsar i väster mot Näskotts socken. I nordligt läge inom socknens huvuddel ligger byn Näversjöberg.
I nordost avgränsas socknen mot Lits socken av älven Långan.
Aspås socken är delad i en huvuddel i söder och en separat nordlig del i norr. Avdelningen orsakas av en större exklav av Rödöns socken.
I socknens nordliga del ligger byn Lundsjön samt sjön med samma namn. I Gysån går gränsen mot Offerdals socken, som ligger i nordväst.
Vid den lilla Trättjärnbäckens mynning i Gysån ligger "tresockenmötet" Aspås–Offerdal–Föllinge. Aspås socken avgränsas i norr av Föllinge socken. Gränsen mellan de två socknarna följer hela vägen Trättjärnbäcken fram till Trättjärn (448 m ö.h.), där "tresockenmötet" Aspås–Föllinge–Lit ligger.
Aspås socken avgränsas i öster helt av Lits socken och därmed av Östersunds kommun.

## Fornlämningar
Man har funnit cirka 20 boplatser från stenåldern invid Långån. Inom socknen finns cirka 900 fångstgropar, varav 500 ligger i större fångstgropssystem. Aspås socken är en av Sveriges fångsgropsrikaste områden.

## Namnet
Namnet (1348 Aspasum) innehåller asp och plural av ås och syftar på de åsar som genomkorsar centralbygden.

## Befolkningsutveckling
| Befolkningsutvecklingen i Aspås socken 1750–1990                                                         | Befolkningsutvecklingen i Aspås socken 1750–1990 | Befolkningsutvecklingen i Aspås socken 1750–1990 | Befolkningsutvecklingen i Aspås socken 1750–1990 | Befolkningsutvecklingen i Aspås socken 1750–1990 |
| --- | ------------------------------------------------ | ------------------------------------------------ | ------------------------------------------------ | ------------------------------------------------ |
| |                                                  |                                                  |                                                  |                                                  |
| År |                                                  |                                                  | Folkmängd                                        |                                                  |
| 1750 | 1750                                             |                                                  | 243                                              |                                                  |
| 1760 | 1760                                             |                                                  | 252                                              |                                                  |
| 1769 | 1769                                             |                                                  | 318                                              |                                                  |
| 1790 | 1790                                             |                                                  | 339                                              |                                                  |
| 1800 | 1800                                             |                                                  | 413                                              |                                                  |
| 1810 | 1810                                             |                                                  | 428                                              |                                                  |
| 1820 | 1820                                             |                                                  | 479                                              |                                                  |
| 1830 | 1830                                             |                                                  | 533                                              |                                                  |
| 1840 | 1840                                             |                                                  | 619                                              |                                                  |
| 1850 | 1850                                             |                                                  | 698                                              |                                                  |
| 1860 | 1860                                             |                                                  | 762                                              |                                                  |
| 1870 | 1870                                             |                                                  | 850                                              |                                                  |
| 1880 | 1880                                             |                                                  | 1 053                                            |                                                  |
| 1890 | 1890                                             |                                                  | 1 106                                            |                                                  |
| 1900 | 1900                                             |                                                  | 1 123                                            |                                                  |
| 1910 | 1910                                             |                                                  | 1 069                                            |                                                  |
| 1920 | 1920                                             |                                                  | 1 143                                            |                                                  |
| 1930 | 1930                                             |                                                  | 1 069                                            |                                                  |
| 1940 | 1940                                             |                                                  | 1 324                                            |                                                  |
| 1950 | 1950                                             |                                                  | 1 028                                            |                                                  |
| 1960 | 1960                                             |                                                  | 892                                              |                                                  |
| 1970 | 1970                                             |                                                  | 682                                              |                                                  |
| 1980 | 1980                                             |                                                  | 774                                              |                                                  |
| 1990 | 1990                                             |                                                  | 847                                              |                                                  |
| Anm: Källor: Umeå universitet - Tabellverket 1749-1859, Demografiska databasen, CEDAR, Umeå universitet. |                                                  |                                                  |                                                  |                                                  |